# Adolfo Kaminsky
Adolfo Kaminsky o Adolphe Kaminsky (Buenos Aires, 1 de octubre de 1925-París, 9 de enero de 2023) fue un fotógrafo francés antiguo miembro de la Resistencia francesa durante la Segunda Guerra Mundial, especializado en la falsificación de documentos de identidad. Colaboró con la emigración judía a Israel y falsificó documentos para el Frente de Liberación Nacional argelino y con los insumisos franceses durante la guerra de Independencia de Argelia (1954-62). Falsificó documentos  durante treinta años para diferentes grupos de activistas, principalmente para frentes de liberación nacional, sin cobrar dinero a cambio de su trabajo.

## Antes de la guerra
Kaminsky nació en Argentina, en el seno de una familia judía de Rusia. Su familia se mudó a París en 1932, donde su padre trabajó como sastre, y luego a Vire, en el departamento de Calvados, en 1938, donde vivía su tío. Adolfo trabajó en una tienda de teñidos, fascinado por la química y los colorantes. En esa época, compró un tratado de Marcellin Berthelot en un mercadillo. Más tarde, creó su propio laboratorio en la casa de su tío y trabajó en una tienda como asistente de un químico, quien le enseñó los conceptos básicos de la ciencia.

## Segunda Guerra Mundial
En 1940, después de la invasión alemana de Francia, los alemanes tomaron su casa de Vire y Kaminsky se mudó temporalmente a otro sitio, en el que también vivía el padre del periodista y presentador francés Michel Drucker. Su madre fue asesinada por los nazis en 1941. A los diecisiete años de edad, Adolfo Kaminsky entró en la Resistencia francesa; al principio, vigilaba la estación ferroviaria de Vire, desde donde partían trenes de la Organización Todt cargados con material para el Muro Atlántico. Enviaba mensajes a Londres sobre esos trenes. Sin embargo, en 1943 su familia fue capturada y enviada al campo de concentración de Drancy, la última parada antes de ser enviada a los campos de exterminio. Con la ayuda del Consulado de Argentina, país que había roto relaciones diplomáticas con la Alemania Nazi bajo presión de los Estados Unidos, fueron liberados el 22 de diciembre de 1943, y volvieron a París.
Adolfo luego trabajó en un laboratorio subterráneo en París (en el número 17 de la rue des Saints-pères), donde pasó el resto de la guerra falsificando documentos de identidad para los judíos y para todo aquel que fuese amenazado por los nazis. Conoció la red de falsificación, el grupo de resistencia, cuando buscaba una identificación falsa para su padre. Este grupo, conformado por judíos de la Unión General Judía y llamado La Sixième, tenía problemas para borrar las manchas de tinta azul de los documentos. Adolfo les aconsejó que usaran ácido láctico, y posteriormente se unió al grupo y tomó a su cargo el laboratorio químico de falsificación; su mayor desafío fue la invención de la marca al agua. Kaminsky también aprendió rápidamente fotograbado bajo un pretexto falso, y estableció un laboratorio nuevo para crear documentos "reales" pero falsos. El Laboratorio Kaminsky se convirtió en el principal productor de identificaciones falsas en el norte de Francia y en Benelux, aunque rompió lazos con otros grupos clandestinos y trabajó en forma individual.
Kaminsky solía decir: "Manténganse despiertos el mayor tiempo posible. Luchen contra el sueño. Los cálculos son fáciles: en una hora, hago treinta documentos falsos. Si duermo una hora, treinta personas morirán".
Después de la Liberación de París, en agosto de 1944, se unió al Ejército Francés y fue trasladado a Alemania. Fue condecorado con la Médaille de la Résistance y contratado por los servicios secretos de la Armada francesa, quienes lo seleccionaron para que creara identificaciones falsas para los espías enviados a investigar y detectar la ubicación de los campos de concentración antes de que los nazis los desmantelaran.

## Después de la guerra
Después de la rendición alemana, ayudó a los judíos a emigrar al Mandato Británico de Palestina entre 1946 y 1948, en una época en que el Reino Unido imponía cuotas que limitaban la inmigración. Después de la creación del Estado de Israel, dejó de hacer este trabajo, rechazando a un "estado religioso" formado mediante el statu quo y en el que se le daba un papel importante al Rabino Jefe de Israel, y comenzó a trabajar como fotógrafo.
Renunció a los servicios militares al comienzo de la Guerra de Indochina, negándose a participar en una guerra colonial. Desde entonces continuó falsificando documentos para varios grupos: estableció un laboratorio clandestino en París y colaboró con el Frente de Liberación Nacional de Argelia y con los insumisos franceses. Durante la guerra de Independencia de Argelia trabajó en colaboración con las redes Jeanson y con Henri Curiel. En 1962 produjo un metro cúbico de cien francos (estimado en un valor de cien millones de francos) para ayudar a la lucha argelina desestabilizando la moneda francesa y, en consiguiente, su economía. Cuando se declaró el cese del fuego, en marzo de 1962, los francos fueron quemados en una gran hoguera. "Nunca pensamos en conservar los billetes. El dinero siempre trae problemas".
Desde 1963, colaboró con varios movimientos de izquierdas en Latinoamérica (en Brasil, Argentina, Venezuela, El Salvador, Nicaragua, Colombia, Perú, Uruguay, Chile, México, República Dominicana y Haití), en África (Guinea-Bissau, Angola y Sudáfrica), en Portugal (durante la dictadura de António de Oliveira Salazar) y en la España gobernada por Francisco Franco. Entrenó a mucha gente en la falsificación para apoyarlos en su lucha contra las dictaduras. Siempre trabajó gratis, para poder rechazar un trabajo si no estaba de acuerdo con las ideas; la única excepción fue durante la Segunda Guerra Mundial, cuando el laboratorio cubrió todos sus gastos para permitirle que se dedicara al trabajo a tiempo completo.
También apoyó a los griegos durante la Dictadura de los Coroneles, e hizo identificaciones falsas para los insumisos estadounidenses durante la Guerra de Vietnam. En 1968, creó documentos falsos para Daniel Cohn Bendit para permitirle hablar en un encuentro; más tarde diría "Fue el menos útil de todos, pero también significó una forma de mostrar que no hay nada más poroso que una frontera y que las ideas no las conocen".
Hizo su última identificación falsa en 1971, poniendo un final a su carrera. Vivió durante diez años en Argel, donde contrajo matrimonio con una mujer tuareg, y tuvo cinco hijos. En 1982, se mudó a Francia con un permiso de residencia transitorio. Toda su familia se nacionalizó francesa en 1992.
Adolfo Kaminsky ha recibido la Croix du Combattant, la Croix du combattant volontaire de la Résistance y más recientemente la médaille de Vermeil de la ville de Paris por su labor durante la Resistencia.
Jacques Falck ha hecho un documental sobre su vida, llamado Falsificando identidades. El hijo de Kaminsky es un reconocido cantante de hip-hop en Francia, Rocé. Entre otras temáticas relacionadas con el political hip hop, las letras de sus canciones destacan sus variados orígenes (judío, argentino, ruso, francés, argelino, musulmán, etcétera), apoyan el proceso de paz en el conflicto árabe-israelí, tratan sobre la historia del movimiento por los derechos civiles y del Black Power en los Estados Unidos, desconocida para gran parte de los jóvenes franceses, y defienden el feminismo.
Su hija, Sarah, nacida en 1979, es actriz y escritora y ha escrito la biografía de su padre, Adolfo Kaminsky, une vie de faussaire (París: Calmann-Lévy, 2009).